# Rhodostrophia pleonasma
Rhodostrophia pleonasma là một loài bướm đêm trong họ Geometridae.